# Mount Granby
Mount Granby är ett berg i Grenada.   Det ligger i parishen Saint John, i den centrala delen av landet, 10 km nordost om huvudstaden Saint George's. Toppen på Mount Granby är 630 meter över havet. Mount Granby ligger på ön Grenada. Det ingår i Saint Marks Mountains.
Terrängen runt Mount Granby är huvudsakligen kuperad, men åt nordväst är den platt. Havet är nära Mount Granby åt nordväst. Runt Mount Granby är det tätbefolkat, med 286 invånare per kvadratkilometer. Närmaste större samhälle är Gouyave, 4,1 km nordväst om Mount Granby. Omgivningarna runt Mount Granby är en mosaik av jordbruksmark och naturlig växtlighet.